# Samuel Rees
Samuel Rees, död 1920, sångförfattare och överste i Frälsningsarmén, Kanada.

## Sånger
- Mitt i all min egen strävan nummerr 434 i Frälsningsarméns sångbok 1990)